# Apollonia (Licia)
Apollonia era un'antica città della Licia. Le sue rovine si trovano vicino a Kiliçli, un piccolo villaggio nel distretto di Kaş nella provincia di Adalia, in Turchia.

## Storia
La città non è menzionata da nessun autore antico, ma è conosciuta solo tramite iscrizioni e una moneta che porta la sigla AΠΟ.Le tombe a pilastro nella necropoli a nord della città attestano l'origine di un insediamento di origine licia e risalgono al 500 a.C. circa. 
In epoca romana la città faceva parte di una federazione locale, una sympoliteia, con Simena, Isinda e Aperlae. Aperlae era la città guida della sympoliteia, che era rappresentata nella Lega Licia con un voto. Tuttavia l'esistenza della moneta sopra menzionata implica che al momento della coniazione
Apollonia fosse una città stato indipendente.
Le rovine di una chiesa bizantina risalgono probabilmente al 6° o VII secolo d.C., quindi la città in quel momento era ancora abitata.

## Descrizione
La città si trova su una collina presso la cui vetta si estende un'acropoli circondata da mura. A est l'acropoli sembra essere doppia perché all'interno delle mura bizantine si trova un recinto molto più antico.  Mentre sui lati occidentale e nord-occidentale dell'acropoli si trovano due chiese, un teatro, bagni con cisterne e un heroon, sul lato sud-occidentale sono presenti abitazioni. Attorno all'acropoli si trovano da quattro a sei tombe a pilastro e una tomba licia più grande scavata nella roccia.